# Кубок СРСР з футболу 1984—1985
Кубок СРСР з футболу 1985 — 44-й розіграш кубкового футбольного турніру в СРСР. Володарем Кубка всьоме став клуб «Динамо» (Київ).

## 1/64 фіналу
| Дата       | Команда 1                    | Рахунок            | Команда 2              |
| ---------- | ---------------------------- | ------------------ | ---------------------- |
| 31.07.1984 | Геолог (Тюмень)              | 2:0                | Зірка (Джизак)         |
| 31.07.1984 | Динамо (Самарканд)           | 4:1                | Гурія (Ланчхуті)       |
| 31.07.1984 | Дніпро (Могильов)            | 2:0                | Даугава (Рига)         |
| 31.07.1984 | Котайк (Абовян)              | 3:2 дч             | Шинник (Ярославль)     |
| 31.07.1984 | Кубань (Краснодар)           | 1:1 дч, (пен. 4:3) | Памір (Душанбе)        |
| 31.07.1984 | Металург (Магнітогорськ)     | 3:0                | Ротор (Волгоград)      |
| 31.07.1984 | Нива (Вінниця)               | 2:1                | Металург (Запоріжжя)   |
| 31.07.1984 | Ростсільмаш (Ростов-на-Дону) | 3:2                | Зоря (Ворошиловград)   |
| 31.07.1984 | Світлотехніка (Саранськ)     | 1:5                | Спартак (Орджонікідзе) |
| 31.07.1984 | СКА (Хабаровськ)             | 3:0                | Іртиш (Омськ)          |
| 31.07.1984 | Суднобудівник (Миколаїв)     | 3:2                | СКА Карпати (Львів)    |
| 31.07.1984 | Цілинник (Цілиноград)        | 2:1 дч             | Таврія (Сімферополь)   |

## 1/32 фіналу
| Дата       | Команда 1              | Рахунок            | Команда 2                    |
| ---------- | ---------------------- | ------------------ | ---------------------------- |
| 10.08.1984 | Геолог (Тюмень)        | 0:0 дч, (пен. 4:1) | Цілинник (Цілиноград)        |
| 10.08.1984 | Динамо (Батумі)        | 1:0                | Дніпро (Могильов)            |
| 10.08.1984 | Динамо (Самарканд)     | 3:1                | Факел (Воронеж)              |
| 10.08.1984 | Іскра (Смоленськ)      | 3:0                | Металург (Магнітогорськ)     |
| 10.08.1984 | Котайк (Абовян)        | 3:0                | Колос (Нікополь)             |
| 10.08.1984 | Кузбас (Кемерово)      | 1:0                | Суднобудівник (Миколаїв)     |
| 10.08.1984 | Нива (Вінниця)         | 3:0                | Ростсільмаш (Ростов-на-Дону) |
| 10.08.1984 | Ністру (Кишинів)       | 3:2                | Кубань (Краснодар)           |
| 10.08.1984 | СКА (Хабаровськ)       | 6:1                | Торпедо (Кутаїсі)            |
| 10.08.1984 | Спартак (Орджонікідзе) | 2:0                | Локомотив (Москва)           |

## 1/16 фіналу
| Дата       | Команда 1           | Рахунок            | Команда 2              |
| ---------- | ------------------- | ------------------ | ---------------------- |
| 16.09.1984 | Динамо (Самарканд)  | 0:0 дч, (пен. 3:1) | Жальгіріс (Вільнюс)    |
| 16.09.1984 | Зеніт (Ленінград)   | 4:0                | СКА (Хабаровськ)       |
| 16.09.1984 | Кайрат (Алма-Ата)   | 3:1                | Спартак (Орджонікідзе) |
| 16.09.1984 | Чорноморець (Одеса) | 3:2 дч             | Нефтчі (Баку)          |
| 17.09.1984 | Арарат (Єреван)     | 3:1                | Кузбас (Кемерово)      |
| 17.09.1984 | Іскра (Смоленськ)   | 2:2 дч, (пен. 4:3) | Динамо (Тбілісі)       |
| 17.09.1984 | Котайк (Абовян)     | 1:3                | Шахтар (Донецьк)       |
| 17.09.1984 | Металіст (Харків)   | 0:1 дч             | Торпедо (Москва)       |
| 17.09.1984 | Нива (Вінниця)      | 2:1                | СКА (Ростов-на-Дону)   |
| 17.09.1984 | Ністру (Кишинів)    | 2:4                | Динамо (Київ)          |
| 17.09.1984 | ЦСКА (Москва)       | 2:0                | Геолог (Тюмень)        |
| 16.09.1984 | Динамо (Батумі)     | 1:0                | Пахтакор (Ташкент)     |

## 1/8 фіналу
| Дата       | Команда 1          | Рахунок            | Команда 2                |
| ---------- | ------------------ | ------------------ | ------------------------ |
| 28.10.1984 | Динамо (Київ)      | 1:1 дч, (пен. 4:3) | Динамо (Москва)          |
| 28.10.1984 | Динамо (Мінськ)    | 2:1 дч             | Чорноморець (Одеса)      |
| 28.10.1984 | Торпедо (Москва)   | 0:1                | Дніпро (Дніпропетровськ) |
| 28.10.1984 | ЦСКА (Москва)      | 3:0                | Динамо (Батумі)          |
| 28.10.1984 | Шахтар (Донецьк)   | 2:1                | Арарат (Єреван)          |
| 29.10.1984 | Спартак (Москва)   | 0:3                | Зеніт (Ленінград)        |
| 12.11.1984 | Кайрат (Алма-Ата)  | 1:0                | Нива (Вінниця)           |
| 14.11.1984 | Динамо (Самарканд) | 0:1                | Іскра (Смоленськ)        |

## 1/4 фіналу
| Дата       | Команда 1         | Рахунок | Команда 2                |
| ---------- | ----------------- | ------- | ------------------------ |
| 10.05.1985 | Динамо (Київ)     | 2:1     | Кайрат (Алма-Ата)        |
| 10.05.1985 | Зеніт (Ленінград) | 2:0     | ЦСКА (Москва)            |
| 10.05.1985 | Іскра (Смоленськ) | 1:0     | Динамо (Мінськ)          |
| 10.05.1985 | Шахтар (Донецьк)  | 2:1     | Дніпро (Дніпропетровськ) |

## Півфінали
| Дата       | Команда 1        | Рахунок            | Команда 2         |
| ---------- | ---------------- | ------------------ | ----------------- |
| 10.05.1985 | Динамо (Київ)    | 3:0                | Іскра (Смоленськ) |
| 10.05.1985 | Шахтар (Донецьк) | 0:0 дч, (пен. 4:2) | Зеніт (Ленінград) |

## Фінал
| 23 червня 1985 |

| «Динамо» (Київ)           | 2 – 1    | «Шахтар» (Донецьк) |
| ------------------------- | -------- | ------------------ |
| Дем'яненко 56' Блохін 58' | Протокол | Морозов 68'        |

| Центральний стадіон (Москва) Глядачів: 53 200 Арбітр: Валерій Бутенко (Москва) |